# Перша конголезька війна
Перша конголезька війна (1996—1997), також відома як Перша світова війна Африки — громадянська війна та міжнародний військовий конфлікт, що відбувався переважно в Заїрі (сучасна Демократична Республіка Конго), із поширенням у Судан й Уганду. Кульмінацією конфлікту стало вторгнення, внаслідок чого було скинуто президента Заїру Мобуту Сесе Секо. Його замінив лідер повстанців Лоран-Дезір Кабіла. Розбурканий уряд Кабіли згодом зіткнувся з його союзниками, і цей конфлікт створив підґрунтя для Другої конголезької війни у 1998—2003.
Внутрішні чвари, диктатура та економічний спад принесли занепад у Заїр вже у 1996 році. Східні регіони країни були дестабілізовані через Руандський геноцид, який пробив її кордони, а також через довготривалі регіональні конфлікти та образи, що залишилися нерозв'язаними ще з часів Конголезької кризи. У багатьох областях від державної влади залишилась лише назва, а реальна влада перейшла до армії ополченців, полководців та повстанських груп (деякі симпатизували уряду, інші ж були відверто ворожими). Населення Заїру стало неспокійним і обурювалося бездарним і корумпованим режимом, чия армія перебувала в катастрофічному стані. Мобуту, який був смертельно хворим, більше не міг тримати під контролем різні фракції в уряді, що ставило їхню лояльність під сумнів. Крім того, кінець «холодної війни» означав, що сильна антикомуністична позиція Мобуту більше не була достатньою для виправдання політичної та фінансової підтримки, яку він отримував від іноземних держав, тому його режим, по суті, став політичним і фінансовим банкрутом.
Ситуація остаточно загострилася, коли Руанда вторглася в Заїр у 1996 році, щоб перемогти низку повстанських груп, які знайшли притулок в країні. Це вторгнення швидко загострилося, оскільки до нього приєдналося більше держав (включаючи Уганду, Бурунді, Анголу та Еритрею), а проти Мобуту був зібраний конголезький союз повстанців. Хоча уряд Заїру намагався чинити ефективний опір і мав підтримку союзних збройних сил, а також Суданом, режим Мобуту впав за лічені місяці. Попри нетривалість війни, вона принесла масові руйнування та масштабне етнічне насильство, сотні тисяч загинули у боях та супутніх погромах.

Було створено новий уряд, а Заїр перейменовано в Демократичну Республіку Конго, однак припинення режиму Мобуту не принесло особливих політичних змін, і Кабіла опинився в непростому становищі проксі для своїх колишніх спонсорів. Аби запобігти перевороту, Кабіла вигнав усі військові загони Руанди, Уганди та Бурунди з Конго та перейшов до створення коаліції, включно з намібійськими, ангольськими, зімбабвійськими та замбійськими силами, яка незабаром охопила низку африканських держав від Лівії до Південної Африки, хоча їхня підтримка була неоднозначною. Тристороння коаліція відповіла другим вторгненням на схід, переважно через проксі-групи. Ці дії стали каталізатором Другої війни в Конго наступного року, хоча деякі експерти вважають, що краще розглядати два конфлікти як одну безперервну війну, наслідки якої відчуваються й досі.

Карта бойових дій

## Передумови

### Занепад Заїру
Етнічний нгбанді, Мобуту прийшов до влади у 1965 році. Під час перебування на посаді він користувався підтримкою уряду Сполучених Штатів через свою антикомуністичну позицію. Однак тоталітарне правління Мобуту та корупційна політика призвели до занепаду у Заїрській державі, про що свідчить зниження ВВП Заїру на 65% між здобуттям незалежності в 1960 році і кінцем правління Мобуту в 1997 році. Після закінчення холодної війни приблизно в 1990 році, Сполучені Штати припинили підтримку Мобуту на користь того, що вони називали «новим поколінням африканських лідерів», включно з Полом Кагаме з Руанди та Йовері Мусевені з Уганди.
Хвиля демократизації прокотилася Африкою протягом 1990-х років. Під значним внутрішнім і зовнішнім тиском Мобуту пообіцяв реформи для демократичного переходу в Заїрі. Він офіційно припинив однопартійну систему, яку підтримував з 1967 року, але в кінцевому підсумку виявся неохочим проводити ширші реформи, віддаливши союзників як всередині країни, так і за кордоном. Фактично Заїрська держава майже припинила своє існування. Більшість заїрського населення покладалася на неформальну економіку, оскільки офіційна економіка не була надійною. Крім того, заїрська національна армія, Forces Armées Zaïroises (FAZ), була змушена полювати на населення, щоб вижити; Начебто сам Мобуту якось запитав солдатів FAZ, навіщо їм платити, коли вони мають зброю.
Правління Мобуту наштовхнулося на значний внутрішній опір, і, враховуючи слабкість держави, повстанські групи могли знайти притулок у східних провінціях Заїру, далеко від столиці Кіншаси. До опозиційних груп входили ліві прихильники Патріса Лумумбу (1925–1961), а також етнічні та регіональні меншини, які виступали проти номінального домінування Кіншаси. Лоран-Дезіре Кабіла, етнічний люба з провінції Катанга, який врешті-решт повалив Мобуту, боровся з режимом Мобуту з моменту його заснування. Нездатність режиму мобутуїстів контролювати повстанські рухи в своїх східних провінціях зрештою дозволила його внутрішнім і зовнішнім ворогам об’єднатися.

### Етнічне напруження
Протягом століть існувала напруженість між різними етнічними групами на сході Заїру, особливо між землеробськими племенами Заїру та напівкочовими племенами тутсі, які емігрували з Руанди в різний час. Найперші з цих мігрантів прибули ще до колонізації в 1880-х роках, за ними прибули емігранти, яких бельгійські колонізатори примусово переселили до Конго для виконання ручної праці (після 1908 року), ще одна значна хвиля емігрантів втікала від соціальної революції 1959 року та привела хуту до влада в Кігалі.
Тутсі, які емігрували до Заїру перед незалежністю Конго в 1960 році, знані як баньямуленге, що означає «із Муленге», мали право на громадянство відповідно до законодавства Заїру. Тутсі, які емігрували до Заїру після здобуття незалежності, знані як баньяруанда, хоча місцеві місцеві жителі часто не розрізняють між ними, називають їх обох баньямуленге і вважають іноземцями.
Після приходу до влади в 1965 році Мобуту дав політичну владу баньямуленге на сході в надії, що вони, як меншість, будуть міцно тримати владу і не дадуть більш густонаселеним етнічностям сформувати опозицію. Цей крок загострив існуючу етнічну напруженість, посиливши владу баньямуленге над важливими ділянками землі в Північному Ківу, які корінне населення вважало своїми. З 1963 по 1966 роки етнічні групи хунде і нанде Північного Ківу воювали проти руандійських емігрантів  — як тутсі, так і хуту — у каньяруандській війні, протягом якої відбулося декілька масових вбивств.
Попри сильну присутність Руанди в уряді Мобуту, у 1981 році було прийнято обмежувальний закон про громадянство, який позбавляв громадянства баньямуленге та баньяруанда, а разом з цим і всіх політичних прав. Попри те, що закон ніколи не виконувався, він дуже розлютив людей руандійського походження та сприяв зростанню почуття етнічної ненавист. З 1993 по 1996 роки молодь, яка походила з Хунде, Нанде і Ньянга регулярно нападала на баньямуленге, що призвело до 14 000 смертей. У 1995 році заїрський парламент наказав репатріювати всі народи руандійського або бурундійського походження до їхніх країн, включно з баньямуленге. Через політичне відчуження та етнічне насильство баньямуленге розвинули зв’язки з Руандійським патріотичним фронтом (РПФ), переважно повстанським рухом тутсі, що базується в Уганді, але прагне до влади в Руанді, ще в 1991 році.

### Руандський геноцид
Найвирішальнішою подією, що прискорила війну, став геноцид у сусідній Руанді в 1994 році, який спричинив масовий вихід біженців, відомий також як криза біженців Великих озер. Під час 100-денного геноциду сотні тисяч тутсі та їхніх прихильників загинули від рук агресорів, переважно хуту. Геноцид закінчився, коли уряд хуту в Кігалі був повалений Руандійським патріотичним фронтом (РПФ), де домінували тутсі.
З тих, хто втік із Руанди під час кризи, близько 1,5 мільйона оселилися у східному Заїрі. Серед цих біженців були тутсі, які втекли від геноцида хуту, а також один мільйон хуту, які втекли від наступної помсти РПФ. Серед останньої групи вирізнялися були самі геноцидери, зокрема учасники колишньої руандійської армії, армії руандійських сил (FAR) та незалежні екстремістські групи хуту, знані як Interahamwe. Часто ці сили хуту об’єднувалися з місцевими ополченцями май-май, які надавали їм доступ до мін та зброї. Хоча спочатку це були організації самооборони, вони швидко стали агресорами.
Хуту влаштували табори у східному Заїрі, звідки вони атакували як новоприбулих руандійських тутсі, так і баньямуленге та баньяруанда. Ці атаки спричиняли близько сотні смертей на місяць протягом першої половини 1996 року. Крім того, бойовики-біженці мали намір повернутися до влади в Руанді і почали атакувати новий режим у Кігалі, що становило серйозну загрозу безпеці новонародженої держави. Уряд Мобуту не тільки був нездатний контролювати колишніх геноцидерів із вищезгаданих причин, але й фактично підтримував їхні бойові навчання та постачав зброю для вторгнення в Руанду, змусивши Кігалі діяти.

## Повстання баньямуленге
Враховуючи загострення етнічної напруженості та відсутність контролю з боку уряду в минулому, Руанда вжила заходів проти загрози безпеці з боку геноцидерів, які знайшли притулок у східному Заїрі. Уряд Кігалі почав формувати ополчення тутсі для операцій у Заїрі, ймовірно, ще в 1995 році, і вирішив діяти після перестрілки між руандійськими тутсі та заірськими зеленими беретами, що ознаменувало спалах повстання баньямуленге 31 серпня 1996 року.
Хоча в східному Заїрі були загальні заворушення, повстання, ймовірно, не було рухом низових; Президент Уганди Йовері Мусевені, який підтримував і тісно співпрацював з Руандою під час Першої конголезької війни, пізніше нагадав, що повстання спровокували заїрські тутсі, які були завербовані Руандською патріотичною армією (РПА).
Початковою метою повстання баньямуленге було захоплення влади в східних провінціях Ківу в Заїрі та боротьба з екстремістськими силами хуту, які намагалися продовжити геноцид на новому місці. Однак повстання недовго залишалося під домінуванням тутсі. Суворе та егоїстичне правління Мобуту створило ворогів практично у всіх сферах заїрського суспільства. У результаті нове повстання скористалося масовою підтримкою громадськості й перетворилося на загальну революцію, а не просто повстання баньямуленге.
Деякі представники баньямуленге та бойовики, які не були тутсі об'єдналися в Альянс демократичних сил за визволення Конго (AFDL) під керівництвом Лорана-Дезіре Кабіли, який був давнім противником уряду Мобуту і був лідером однієї з трьох основних повстанських груп, які заснували AFDL. Хоча AFDL був нібито заїрським повстанським рухом, Руанда відіграла ключову роль у його формуванні. Спостерігачі війни, а також тодішній міністр оборони та віце-президент Руанди, Пол Кагаме, стверджують, що AFDL було сформовано в Кігалі та керувалося з нього, і воно містило не лише підготовлені Руандою війська, а й регулярні війська RPA.

## Іноземне втручання

### Руанда
На думку експертів-спостерігачів, а також самого Кагаме, Руанда зіграла найбільшу роль іноземного актора, якщо не найбільшу роль з усіх у Першій конголезькій війні. Кігалі відіграв важливу роль у формуванні AFDL і направив власні війська на допомогу повстанцям. Хоча його дії спочатку були викликані загрозою безпеці з боку заїрських геноцидарів, Кігалі переслідував кілька цілей під час вторгнення в Заїр.
Першою і головною з них було придушення геноцидарів, які чинили напади на нову руандійську державу з Заїру. Кагаме стверджував, що руандійські агенти виявили плани вторгнення в Руанду за підтримки Мобуту; у відповідь Кігалі розпочав свою інтервенцію з наміром знищити табори біженців, в яких часто ховалися геноцидарі, і знищити структуру цих антируандійських елементів.
Другою ціллю було повалення Мобуту. Будучи частковим засобом мінімізації загрози у східному Заїрі, нова руандійська держава також намагалася встановити маріонетковий режим у Кіншасі. Ця мета не була особливо загрозливою для інших держав регіону, оскільки вона нібито була засобом для забезпечення стабільності в Руанді, а також тому, що багато з них також виступали проти Мобуту. Кігалі також сприяла мовчазна підтримка Сполучених Штатів, які підтримували Кагаме як члена нового покоління африканських лідерів.
Однак справжні наміри Руанди не зовсім зрозумілі. Деякі автори припускають, що знищення таборів біженців було засобом поповнення населення та робочої сили Руанди після геноциду; оскільки за знищенням таборів відбулася примусова репатріація тутсі, незалежно від того, чи були вони руандійцями чи заїрцями. Втручання також могло бути мотивовано помстою; Руандійські сили, а також AFDL, у кількох відомих випадках, вбивали біженців хуту, що відступали. Вірогідний мотив дій Руанди полягає в тому, що РПФ, який нещодавно прийшов до влади в Кігалі, почав вважати себе захисником нації тутсі і тому частково діяв на захист своїх заїрських братів.
Ймовірно, Руанда також мала амбіції анексувати частини східного Заїру. Пастер Бізімунгу, президент Руанди з 1994 по 2000 рік, представив тодішньому послу США в Руанді Роберту Гріббіну ідею «Великої Руанди». Згідно з цієї ідеєю, стародавня держава Руанда включала частини східного Заїру, які фактично повинні належати Руанді. Однак, схоже, Руанда ніколи серйозно не намагалася анексувати ці території. Історія конфлікту в Конго часто асоціюється з незаконною експлуатацією ресурсів, але, хоча Руанда отримала фінансову вигоду, розкрадаючи багатства Заїру, це зазвичай не вважається їхньою початковою мотивацією для втручання Руанди в Першу конголезьку війну.

### Уганда
Як близький союзник РПФ, Уганда також зіграла важливу роль у Першій конголезькій війні. Видатні члени РПФ воювали разом із Йовері Мусевені під час війни Буша в Уганді, яка привела його до влади, і Мусевені дозволив РПФ використовувати Уганду як базу під час наступу на Руанду 1990 року та подальшої громадянської війни. Враховуючи їхні історичні зв’язки, уряди Руанди та Уганди були тісними союзниками, і Мусевені тісно співпрацював з Кагаме протягом Першої конголезької війни. Угандійські солдати були присутні в Заїрі протягом усього конфлікту, і Мусевені, ймовірно, допомагав Кагаме планувати та керувати AFDL.
Наприклад, підполковник Джеймс Кабаребе з AFDL був колишнім членом Національної армії опору Уганди - військового крила повстанського руху, що привів до влади Мусевені. Також, французька та бельгійська розвідки повідомили, що 15 000 тутсі, навчених в Уганді, воювали за AFDL. Однак Уганда не підтримувала Руанду в усіх аспектах війни. За повідомленнями, Мусевені був набагато менш схильний до повалення Мобуту, вважаючи, що краще зберегти повстання на Сході, де діяли колишні геноцидарі.

### Ангола
Ангола залишалася осторонь війни до 1997 року, але її вступ у сутичку значно збільшив і без того переважаючі сили проти Мобуту. Уряд Анголи вирішив діяти переважно через жандармерію Катанги, яку пізніше назвали Тиграми. Це були проксі-групи, сформовані зі залишків поліцейських підрозділів, вигнаних з Конго в 1960-х роках, які боролися за повернення на батьківщину. Луанда також розгорнула регулярні війська. Ангола вирішила брати участь у Першій конголезькій війні, оскільки члени уряду Мобуту брали безпосередню участь у постачанні зброї ангольській повстанській групі УНІТА.
Незрозуміло, яку користь від цих зв’язків отримав уряд, крім особистого збагачення кількох чиновників, але цілком можливо, що Мобуту не вдавалося контролювати дії деяких членів свого уряду. Незалежно від причин, якими керувалася у Кіншасі, Ангола вступила у війну на боці повстанців і була сповнена рішучості скинути уряд Мобуту, який вона вважала єдиним способом подолати загрозу, створену відносинами Заїра та UNITA.

### UNITA
Через свої зв’язки з урядом Мобуту, UNITA також брали участь у Першій конголезькій війні. Найбільший вплив на війну з їхнього боку, ймовірно, вийшов у тому, що це дало Анголі привід приєднатися до анти-Мобутської коаліції. Проте сили UNITA воювали разом із силами FAZ принаймні в кількох випадках. Серед інших прикладів, Кагаме стверджував, що його сили вели серйозний бій проти UNITA поблизу Кіншаси наприкінці війни.

### Інші
Численні інші зовнішні актори зіграли менші ролі в Першій конголезькій війні. Бурунді, яка нещодавно потрапила під владу про-тутсі лідера, підтримувала участь Руанди та Уганди в Заїрі, але надавала дуже обмежену військову підтримку. Замбія, Зімбабве та повстанська армія Південного Судану, SPLA, також надали лімітовану військову підтримку повстанському руху. Еритрея, союзник Руанди під керівництвом Кагаме, направила цілий батальйон своєї армії для підтримки вторгнення в Заїр. Так само, Танзанія, Південна Африка та Ефіопія надали підтримку коаліції проти Мобуту. Крім UNITA, Мобуту також отримував певну допомогу від Судану, якого Мобуту довго підтримував проти SPLA, хоча точна кількість допомоги невідома, й у підсумку вона не змогла перешкодити просуванню ворожих сил. Заїр також використовував іноземних найманців з кількох африканських та європейських країн, включно з військами Чаду. Франція надала уряду Мобуту фінансову та військову допомогу, за сприяння Центральноафриканської Республіки, і дипломатично виступала за міжнародне втручання, щоб зупинити наступ AFDL, але пізніше відступила через тиск США. Китай та Ізраїль надали режиму Мобуту технічну допомогу, в той час як Кувейт нібито надав Заїру 64 мільйони доларів на закупівлю зброї, але пізніше спростував це.

## 1996
За активної підтримки з боку Руанди, Уганди та Еритреї, AFDL Кабіли змогла захопити близько 800 x 100 км території вздовж кордону з Руандою, Угандою та Бурунді до 25 грудня 1996 року. Ця окупація тимчасово задовольнила повстанців, оскільки дала їм владу на сході та дозволила захищатися від колишніх геноцидарів. Подібним чином, зовнішні актори успішно пошкодили здатність тих самих геноцидарів використовувати Заїр як базу для нападів. Після здобуття цієї буферної території, у наступі повстанців настала пауза, яка тривала до вступу Анголи у війну в лютому 1997 року.
За цей час Руанда знищила табори біженців, які геноцидарі використовували як безпечні бази, і примусово репатріювала тутсі до Руанди. Вона також захопила багато прибуткових діамантових і колтанових копалень, які пізніше відмовилась повертати. Руандійські та об’єднані сили чинили численні звірства, переважно проти біженців хуту. Справжні масштаби злочинів невідомі, оскільки AFDL і RPF ретельно контролювали доступ неурядових організацій і преси до районів, де, як вважалося, відбувалися звірства. Однак Amnesty International заявила, що близько 200 000 руандійських біженців хуту були вбиті ними, а також силами оборони Руанди та об’єднаними силами. Організація Об'єднаних Націй аналогічно задокументувала масові вбивства цивільних осіб руандськими, угандійськими та солдатами AFDL.

## 1997
Існує два пояснення щодо відновлення наступу повстанців у 1997 році. Перше, і найбільш ймовірне, полягає в тому, що Ангола приєдналася до анти-Мобутської коаліції, надавши їй чисельність і силу, які набагато перевершували FAZ, і вимагаючи усунути Мобуту від влади. Кагаме представляє ще одну, можливо, другорядну причину наступу на Кіншасу: використання Мобуту сербських найманців у битві за Валікале показало, що «Мобуту мав намір вести справжню війну проти Руанди». Відповідно до цієї логіки, початкові занепокоєння Руанди полягали у контролюванні загрози в східному Заїрі, але тепер вона була змушена також позбутися ворожого уряду в Кіншасі.
Як би там не було, коли наступ відновився у 1997 році, з боку армії Мобуту практично не було суттєвого опору. Сили Кабіли стримувалися лише жахливим станом інфраструктури Заїру. У деяких районах не існувало справжніх доріг; єдиним транспортним засобом були рідко використовувані ґрунтові доріжки. AFDL вчинила серйозні порушення прав людини, наприклад, бійню в таборі біженців хуту в Тінгі-Тінгі поблизу Кісангані, де було вбито десятки тисяч біженців.
Прийшовши зі сходу, AFDL просунулися на захід двома колонами. Північна зайняла Кісангані, Боенде та Мбандаку, а південна — Баквангу та Кіквіт. Приблизно в цей час Судан намагався координувати свою діяльність із залишками FAZ і Білого легіону, які відступали на північ, щоб уникнути AFDL. Це повинно було запобігти тому, щоб Заїр став безпечним притулком для Народно-визвольної армії Судану (SPLA) та її союзників, які в той час боролися з урядом Судану під час Другої громадянської війни в Судані. Сили, лояльні Мобуту, розвалилися так швидко, що взагалі не змогли перешкодити військам AFDL, SPLA та угандійським військам окупувати північно-східний Заїр. Угандійські повстанські угруповання союзників Судану, які базувалися в регіоні, були змушені відступити в південний Судан разом з військами FAZ, які ще не здалися, і меншою кількістю солдатів Збройних сил Судану (SAF). Вони намагалися дістатися до бази SAF в Єйі, не знаючи, що вона вже була захоплена SPLA. Колона з близько 4000 бійців та їхніх сімей потрапила в засідку SPLA під час операції «Грім» 12 березня і переважно була знищена; 2000 було вбито, понад 1000 потрапили в полон. Ті, хто вижив, втекли до Джуби. Тим часом AFDL досягли Кіншаси у середині травня. Інша група AFDL захопила Лубумбаші 19 квітня і повітрям рухалася до Кіншаси. 16 травня Мобуту втік з Кіншаси, і «визволителі» без серйозного опору увійшли до столиці. Еритрейський батальйон союзників AFDL допомагав повстанцям протягом усього 1500-кілометрового просування, попри те, що він був недостатньо оснащеним для навколишнього середовища та майже не мав матеріально-технічної підтримки. На той час, коли еритрейці прибули до Кіншаси вздовж AFDL, вони були виснажені, голодні та хворі, внаслідок чого зазнали великих втрат. До кінця війни їх довелося евакуювати з країни.
Під час наступу повстанців міжнародне співтовариство намагалося домовитися про врегулювання. Однак AFDL не сприйняла ці переговори всерйоз, і взяла в них участь лише задля того, щоб уникнути міжнародної критики з приводу небажання спробувати дипломатичне рішення. Протягом перемовин AFDL фактично продовжували постійне просування. FAZ, який весь час був слабким, не зміг чинити серйозного опору сильному AFDL та його іноземним спонсорам.
Мобуту втік спочатку до свого палацу в Гбадоліте, а потім у Рабат, Марокко, де він помер 7 вересня 1997 року. Кабіла проголосив себе президентом 17 травня і негайно наказав застосувати насильницькі заходи для відновлення порядку. Потім він спробував реорганізувати націю в Демократичну Республіку Конго (ДРК).

## Наслідки
Нова конголезька держава під владою Кабіли виявилася невтішно схожою на Заїр при Мобуту. Економіка залишалася в стані сильного занепаду і погіршала ще більше під час корумпованого правління Кабіли. Йому не вдалося покращити владу, яка продовжувала бути слабкою та корумпованою. Натомість Кабіла розпочав енергійну кампанію централізації, що призвело до відновлення конфлікту з групами меншин на сході, які вимагали автономії.
Кабілу також почали сприймати як інструмент іноземних режимів, які й привели його до влади. Щоб протистояти цьому іміджу та посилити внутрішню підтримку, він почав виступати проти своїх союзників за кордоном. Це призвело до вигнання всіх іноземних військ з ДРК 26 липня 1998 року. Держави зі збройними силами, які все ще перебували в ДРК, неохоче підкорилися, хоча деякі з них вважали це підривом їхніх інтересів, зокрема Руанда, яка сподівалася встановити проксі-режим в Кіншасі.
Кілька факторів, які призвели до Першої конголезької війни, залишалися актуальними після приходу Кабіли до влади. Найважливішим серед них була етнічна напруженість на сході ДРК, який уряд все ще мало контролював. Там залишилася історична ворожнеча, і думка про те, що банямуленге, як і всі тутсі, були іноземцями, підкріплялася іноземною окупацією на їхній  захист. Крім того, Руанда не змогла задовільно вирішити свої проблеми безпеки. Примусово репатріювавши біженців, Руанда імпортувала й сам конфлікт.
Це проявлялося у формі повстання із переважно представниками хуту в західних провінціях Руанди, яке підтримувалося екстремістськими елементами на сході ДРК. Без військ у ДРК Руанда не змогла успішно боротися з повстанцями. У перші дні серпня 1998 р. дві бригади нової конголезької армії повстали проти уряду і сформували повстанські групи, які тісно співпрацювали з Кігалі та Кампалою. Це стало початком Другої конголезької війни.
Окрім цього, учасники армії Мобуту та його прихильники, а також інші групи, які брали участь у Першій конголезькій війні на боці уряду Заїра, відступили в Республіку Конго (Конго-Браззавіль), де воювали в громадянській війні 1997–1999 років.